# Тархан (Ленинский район)
Тарха́н (ранее Бию́к-Тарха́н; укр. Тархан, крымскотат. Tarhan, Тархан) — исчезнувшее село в Ленинском районе Республики Крым, располагавшееся на северо-востоке района и Керченского полуострова, в балке Тарханская, у берега бухты Рифов Азовского моря, примерно в 5 км к северу от современного села Войково.

## История
Впервые в доступных источниках селение встречается на карте 1836 года на которой в деревне Биюк Тархан 15 дворов, а на карте 1842 года Биюк Тархан обозначен условным знаком «малая деревня», то есть, менее 5 дворов.
В 1860-х годах, после земской реформы Александра II, деревню приписали к Сарайминской волости. Согласно «Списку населённых мест Таврической губернии по сведениям 1864 года», составленному по результатам VIII ревизии 1864 года, Биюк (Большой) Тархан — владельческая татарская деревня с 11 дворами и 21 жителем на берегу моря. На трёхверстовой карте Шуберта 1865—1876 года в деревне Биюк-Тархан обозначено 4 двора. По «…Памятной книжке Таврической губернии на 1892 год» в безземельной деревне Биюк-Тархан, не входившей ни в одно сельское общество, жителей и домохозяйств не числилось. На верстовой карте Крыма 1896 года хутор обозначен без указания числа дворов. По «…Памятной книжке Таврической губернии на 1902 год» на хуторе Тархан, входившем в Ново-Александровское сельское общество, числилось 15 жителей, домохозяйств не имеющих. По Статистическому справочнику Таврической губернии. Ч.II-я. Статистический очерк, выпуск пятый Феодосийский уезд, 1915 год, в экономии Тархан (Трубецких и Вельяминовых) Сарайминской волости Феодосийского уезда числилось 2 двора с русским населением в количестве 29 человек только «посторонних» жителей, из которых 14 мужчин и 15 женщин. В экономии числилось 3238 десятин удобной земли. В хозяйствах имелось 88 лошадей, 97 волов, 24 коровы и 2474 головы овец, свиней, или коз.
После установления в Крыму Советской власти, по постановлению Крымревкома, 25 декабря 1920 года из Феодосийского уезда был выделен Керченский (степной) уезд, а, постановлением ревкома № 206 «Об изменении административных границ» от 8 января 1921 года была упразднена волостная система и в составе Керченского уезда был создан Керченский район в который вошло село (в 1922 году уезды получили название округов. 11 октября 1923 года, согласно постановлению ВЦИК, в административное деление Крымской АССР были внесены изменения, в результате которых округа были отменены и основной административной единицей стал Керченский район в который вошло село. Согласно Списку населённых пунктов Крымской АССР по Всесоюзной переписи 17 декабря 1926 года, в селе Тархан старый, Катерлезского сельсовета Керченского района, числилось 5 дворов, все крестьянские, население составляло 27 человек, из них 16 украинцев и 11 русских. Постановлением ВЦИК «О реорганизации сети районов Крымской АССР» от 30 октября 1930 года (по другим сведениям 15 сентября 1931 года) Керченский район упразднили и село включили в состав Ленинского, а, с образованием в 1935 году Маяк-Салынского района (переименованного 14 декабря 1944 года в Приморский) — в состав нового района. Село ещё отмечено на двухкилометровке Крыма 1942 года. Исключён из учётных данных в 1948 году.

### Динамика численности населения
- 1864 год — 21 чел.[7]
- 1892 год — 0 чел.[9]
- 1902 год — 15 чел.[11]
- 1915 год — 0/29 чел.[12][23]
- 1926 год — 27 чел.[17]